# Сембаза
Семба́за — посёлок в Рыльском районе Курской области. Входит в состав Крупецкого сельсовета.

## География
Посёлок находится на реке Обеста (левый приток Клевени), в 130 км западнее Курска, в 25,5 км западнее районного центра — города Рыльск, в 1,5 км от центра сельсовета  — села Крупец.
Климат
Сембаза, как и весь район, расположена в поясе умеренно континентального климата с тёплым летом и относительно тёплой зимой (Dfb в классификации Кёппена).

## Население
| 2002 | 2010 |
| ---- | ---- |
| 128  | ↘95  |

## Инфраструктура
Личное подсобное хозяйство. В посёлке 47 домов.

## Транспорт
Сембаза находится в 0,5 км от автодороги регионального значения 38К-017 (Курск — Льгов — Рыльск — граница с Украиной), на автодорогах межмуниципального значения 38Н-352 (38К-017 — Гниловка) и 38Н-351 (38Н-352 — Воронок), в 5 км от ближайшей ж/д станции Крупец (линия Хутор-Михайловский — Ворожба).
В 192 км от аэропорта имени В. Г. Шухова (недалеко от Белгорода).